# 本德冰川
78°43′S 85°20′W / 78.717°S 85.333°W

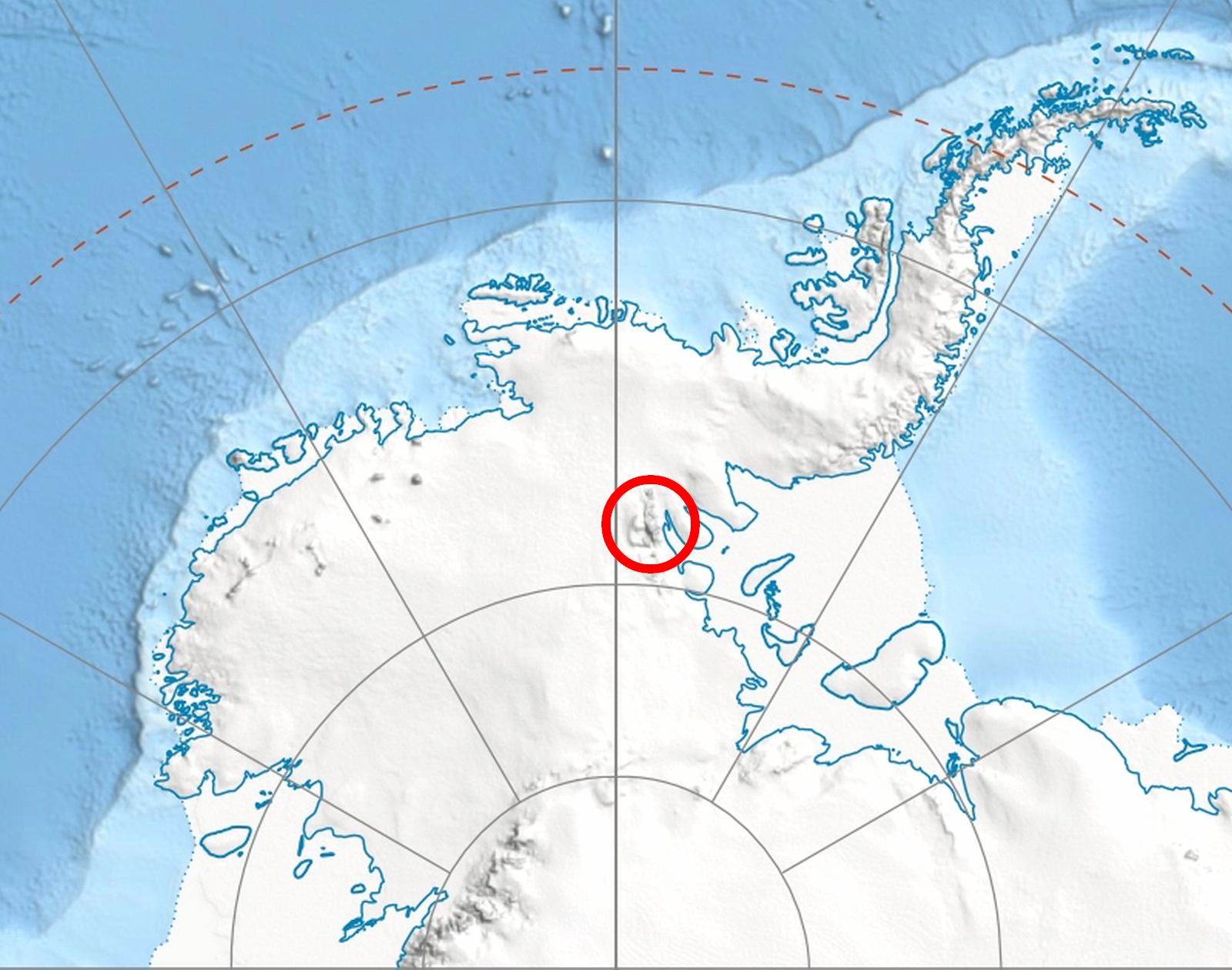

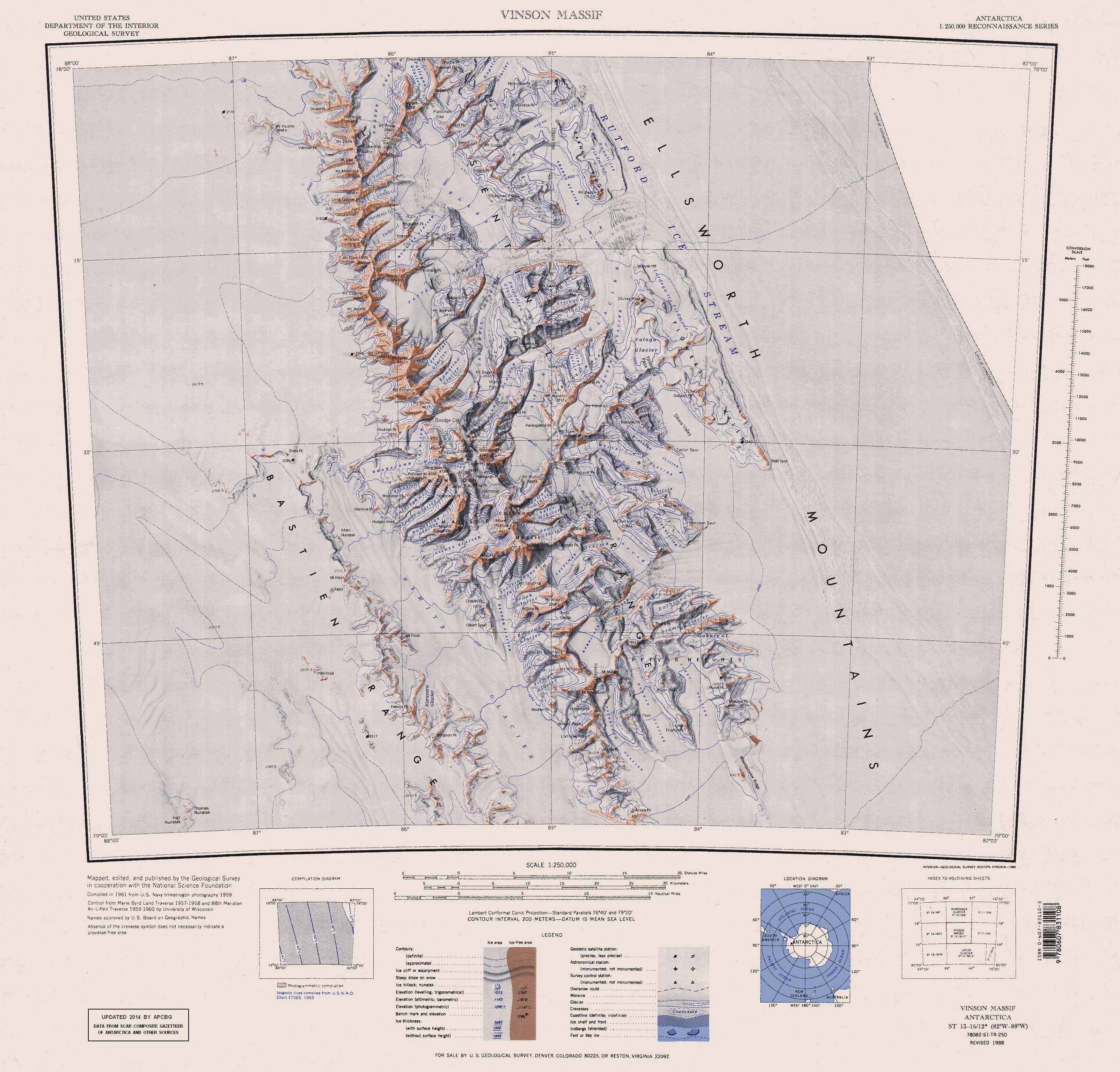

本德冰川是南極洲的冰川，位於埃爾斯沃思地，處於埃爾斯沃思山脈的森蒂納爾嶺地區，流經阿特金森山和克雷杜克山，最終注入尼米茲冰川。

## 外部連結
- SCAR Composite Gazetteer of Antarctica（页面存档备份，存于）.